# Lieveling (muziek)
De Lieveling was de eerste plaats uit de tipparade van Radio Mi Amigo. Het bevatte de kansrijke singles, die een grote kans maakten op uiteindelijk in de Joepie Top 50 te komen. De Joepie Top 50 en daarmee ook de Lieveling gaven geen goed beeld van de daadwerkelijke verkopen. Het is voor wat betreft hitparadeopzet de Vlaamse tegenhanger van de Alarmschijf. De serie werd gestart op 9 maart 1974 en liep door tot en met 14 oktober 1978. In totaal zijn er 251 Lievelingen geweest. De eerste was Art Sullivan met een nummer dat vrijwel nergens een hit werd. De laatste was Exile met you thrill Me.
Onderstaand de Lievelingen uit 1974.
| Nr. | Datum        | Artiest                           | Titel                                 |
| --- | ------------ | --------------------------------- | ------------------------------------- |
| 1   | 9 maart      | Art Sullivan                      | Un océan de caresses                  |
| 2   | 16 maart     | Wally Tax                         | It ain't no use                       |
| 3   | 23 maart     | Cockney Rebel                     | Judy Teen                             |
| 4   | 30 maart     | Slade                             | Everyday                              |
| 5   | 6 april      | Bobby Vinton                      | If that's all I can                   |
| 6   | 13 april     | Candlewick Green                  | Who do you think you are              |
| 7   | 20 april     | Lester and Denwood                | Sing, Sing                            |
| 8   | 27 april     | Mud                               | The cat crept in                      |
| 9   | 4 mei        | James Lloyd                       | Lolita Lolo                           |
| 10  | 11 mei       | Sommerset                         | We remember Jim                       |
| 11  | 18 mei       | Ignace                            | Dancing time                          |
| 12  | 25 mei       | Frank Sinatra                     | Bad Boy Leroy Brown                   |
| 13  | 1 juni       | The Rubettes                      | Sugar baby love                       |
| 14  | 8 juni       | Tony & Los Santos                 | Trico trico tra                       |
| 15  | 15 juni      | Ricky Gordon                      | Such a night                          |
| 16  | 22 juni      | Terry Jacks                       | If you go away                        |
| 17  | 29 juni      | Lynsey de Paul                    | Ooh I do                              |
| 18  | 6 juli       | Limmie and Family Cookin'         | A walking' miracle                    |
| 19  | 13 juli      | Cindy und Bert                    | Aber am Abend                         |
| 20  | 20 juli      | Mi Amigo Boys                     | Mi Amigo                              |
| 21  | 27 juli      | Luk Bral                          | Hé hé 't is zomer                     |
| 22  | 3 augustus   | The Drifters                      | Kissin' in the Back Row of the Movies |
| 23  | 10 augustus  | Octopus                           | So in love with you                   |
| 24  | 17 augustus  | MFSB & The Three Degrees          | Love is the message                   |
| 25  | 24 augustus  | Peter Koelewijn & zijn Rockets    | Veronica sorry                        |
| 26  | 31 augustus  | The Buffoons                      | I don't want to go without you        |
| 27  | 7 september  | Stephanie De Sykes                | Born with a smile on my face          |
| 28  | 14 september | The Garnets                       | Indian uprising                       |
| 29  | 21 september | Gene Pitney                       | Blue angel                            |
| 30  | 28 september | Detroit Spinners & Dionne Warwick | Then came you                         |
| 31  | 5 oktober    | Ivan Heylen                       | Mijn pintje                           |
| 32  | 12 oktober   | Sweet Sensation                   | Sad sweet dreamer                     |
| 33  | 19 oktober   | Norbert                           | Liedje voor Mary-Ann                  |
| 34  | 26 oktober   | Boudewijn de Groot                | Ik ben ik                             |
| 35  | 2 november   | Adamo                             | N'est ce pas merveilleux              |
| 36  | 9 november   | Sparks                            | Never turn your back on mother earth  |
| 37  | 16 november  | Larry Cotton                      | Marlene                               |
| 38  | 23 november  | Gloria Gaynor                     | Never can say goodbye                 |
| 39  | 30 november  | J Vincent Edwards                 | Wonderland                            |
| 40  | 7 december   | Jaap Goedel                       | He kom aan                            |
| 41  | 14 december  | Silvio                            | Vera                                  |
| 42  | 21 december  | Labelle                           | Voulez-vous couchez avec moi?         |
| 43  | 28 december  | Ricky Gordon                      | Get around                            |